# 345 California Center
Le 345 California Center, aussi connu sous le nom de 345 California Street est un gratte-ciel de San Francisco, aux États-Unis. Achevée en 1986, cette tour (211,8 m en comptant les aiguilles) est la troisième plus haute construction de la ville, après la Transamerica Pyramid (260 m) et le 555 California Street (237 m). Le projet d'origine prévoyait qu'elle soit plus élevée de 30 m.
Le 345 California est construit au centre d'un bloc et flanqué de bâtiments historiques à ses quatre coins. Les onze derniers étages des tours jumelles, qui forment un angle de 45° par rapport au reste du building, initialement prévus en copropriété, sont occupés par l'hôtel Loews Regency San Francisco (en) (ancien Mandarin Oriental San Francisco). Plusieurs passerelles vitrées offrent une vue de la baie de San Francisco.

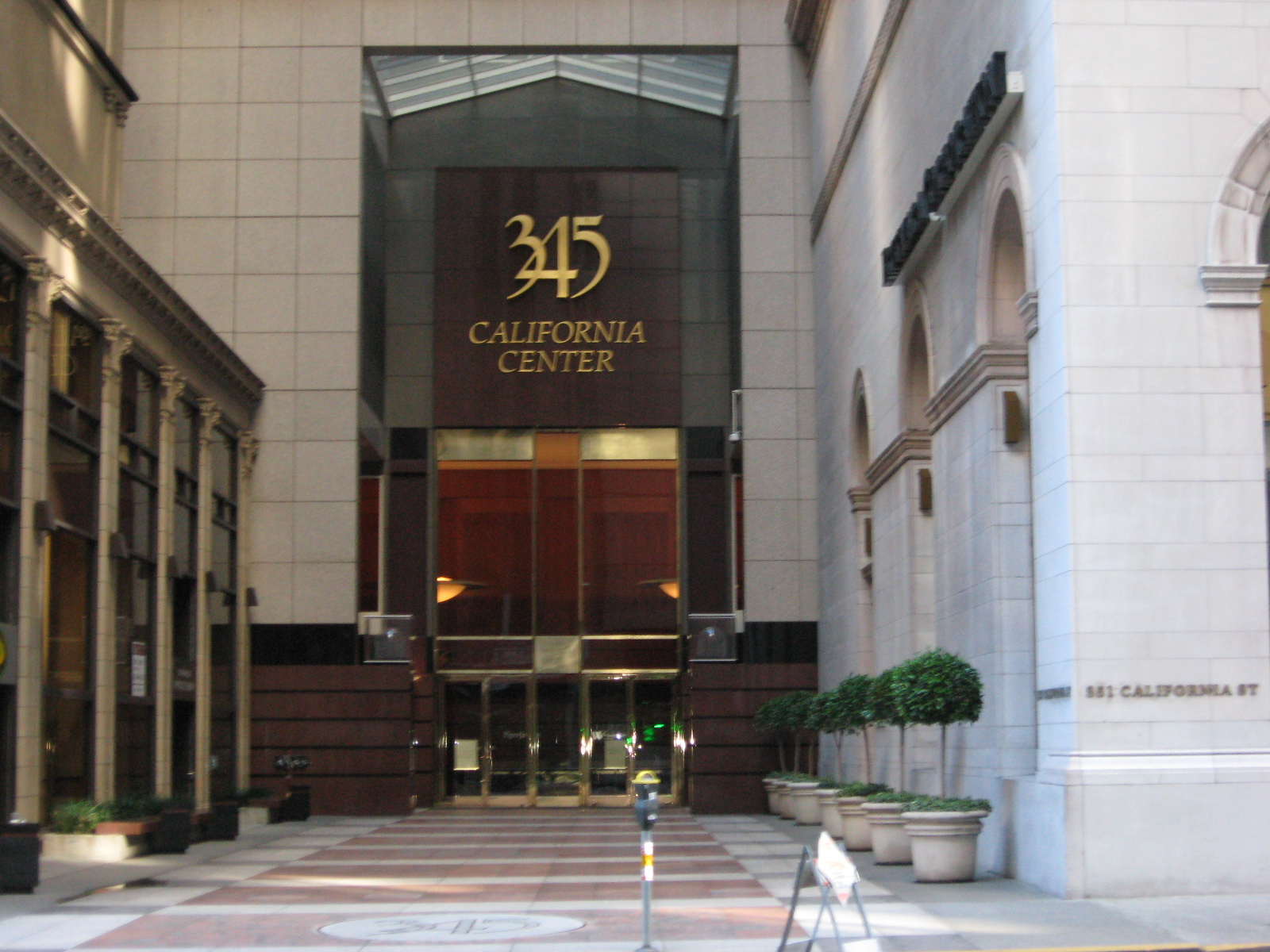
Entrée du 345 California Center
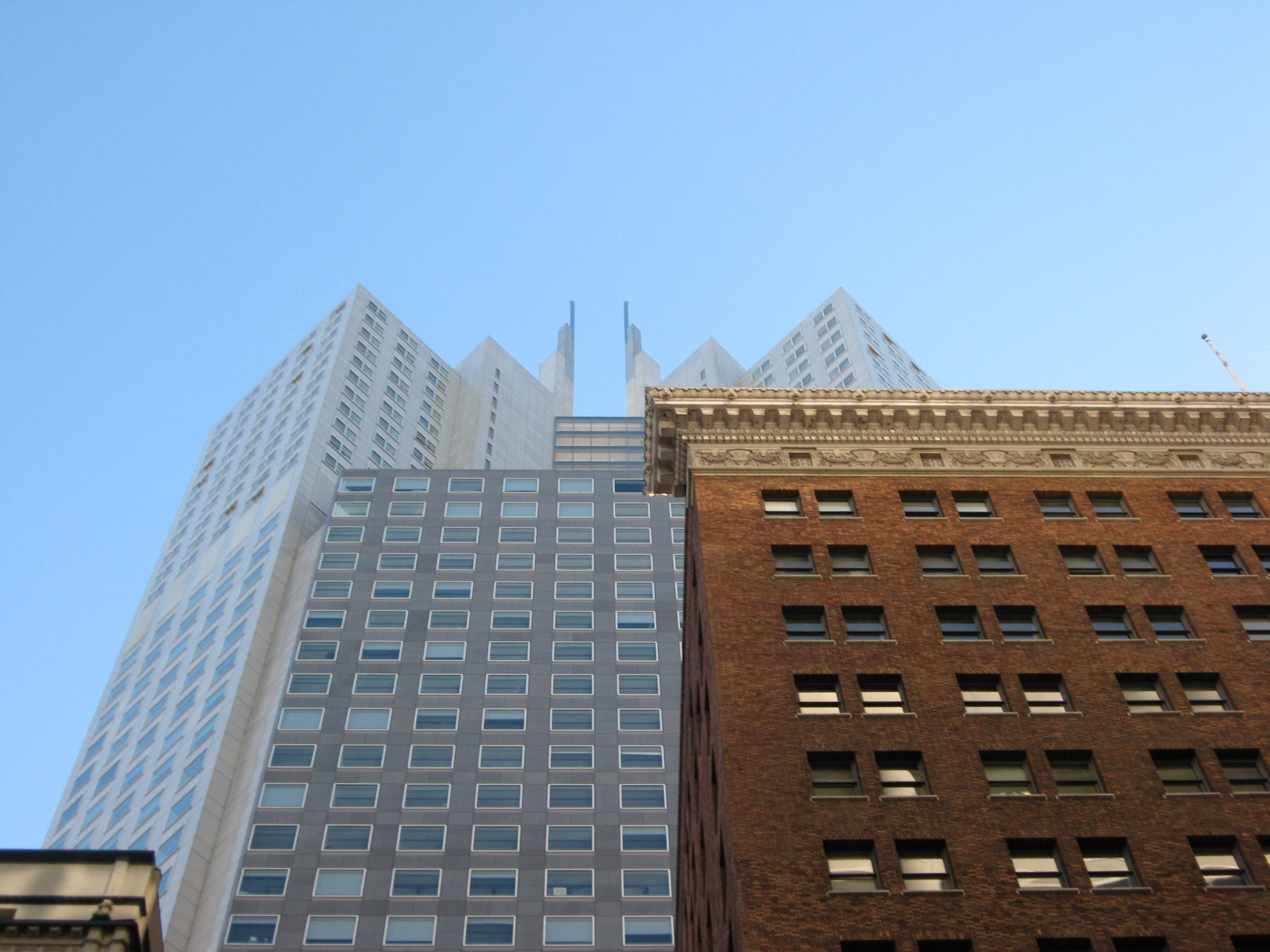
Façade